# José Guadalupe Cruz
José Guadalupe Cruz Núñez (nació el 22 de noviembre de 1967 en Huetamo, Michoacán) es un exfutbolista y entrenador mexicano. Actualmente dirige al Deportivo Malacateco de la Liga Nacional de Guatemala.

## Trayectoria

### Futbolista
Debutó con el Atlante en 1988, donde jugó dos Temporadas, tras las cuales fue fichado por los Gallos Blancos del Querétaro; después de un año volvió al Atlante, equipo con el que consiguió ser Campeón de Primera División en la Temporada 1992-1993. 
Puso fin a su carrera de futbolista con los Potros de Hierro en 1997.

### Entrenador

#### Atlante
Al retirarse como jugador profesional, Cruz se mantuvo vinculado al Atlante.
Tras el cese de Carlos Reinoso, dirigió de manera interina a los Potros de Hierro en la Jornada 7 del Verano 2002, en el Estadio Nou Camp, el Club León venció al Atlante 2-1.
Fue auxiliar del "Piojo" Miguel Herrera, del Verano 2002 al Clausura 2004.
De cara al Apertura 2004, fue nombrado director técnico de los Potros de Hierro en lugar del "Piojo", quien se marchó al Club de Fútbol Monterrey. En la Jornada 1, los Potros perdieron 7-0 ante Guadalajara, en el Estadio Jalisco. Pese a un inicio incierto, Atlante finalizó el torneo en la posición número 7 de la tabla general. En la liguilla, en cuartos de final venció por marcador global de 8-5 a Toluca y en semifinales perdió ante Monterrey 7-3.
La primera etapa de "El Profe" como técnico azulgrana terminó en la Jornada 8 del Apertura 2005, al conseguir 5 de 24 puntos posibles.

#### Club León
Dirigió al Club León en la Primera División 'A' durante el Clausura 2006. El cuadro Esmeralda finalizó el torneo en la posición número 5 (de 20 equipos) de la tabla general al sumar 30 puntos; en la liguilla, en cuartos de final enfrentó a Cruz Azul Oaxaca. El marcador global fue 3-3, pero el cuadro oaxaqueño avanzó por mejor posición en la tabla.

#### Real de Colima
Tras su paso con el equipo Esmeralda, llegó a Real de Colima, equipo que haría su debut en la Primera División 'A' en el Apertura 2006. Los Tuberos finalizaron en la posición 10 de la tabla general al sumar 23 puntos y quedaron fuera de la liguilla.

#### Atlante (Segunda etapa)
Regresó al Atlante de cara al Clausura 2007. Los Potros de Hierro finalizaron en la posición 11 de la tabla general al sumar 21 puntos y no accedieron a la liguilla.
El 13 de mayo de 2007, se anunció que los Potros de Hierro se mudarían a Cancún; al concluir el Apertura 2007, el Atlante ocupó la tercera posición de la tabla general al realizar 33 puntos. En la liguilla, vencieron en 4tos. de final a Cruz Azul y en semifinales a Guadalajara. En la Final, derrotó a UNAM por marcador global de 2-1, logrando así el tercer campeonato de Liga MX en su historia (no eran campeones desde la Temporada 1992-1993).
El "Profe" fue reconocido como el mejor técnico del Apertura 2007, al ser premiado con el Balón de Oro del fútbol mexicano. 
Campeón de Concacaf
El segundo título de José Guadalupe Cruz con Atlante, llegó al conquistar el trofeo de CONCACAF 2008-2009, luego de vencer a Cruz Azul por marcador global de 2-0 (Estadio Azul 0-2 y Estadio Olímpico Andrés Quintana Roo 0-0). 
Mundial de Clubes
Al conquistar el torneo de Concacaf, Atlante se clasificó a la Copa Mundial de Clubes de la FIFA 2009, torneo que se celebró en Abu Dabi, Emiratos Árabes Unidos, del 9 al 19 de diciembre de 2009.
En cuartos de final, Atlante venció 3-0 a Auckland City Football Club de Nueva Zelanda. En semifinales, perdió ante el FC Barcelona 1-3. En el partido por el Tercer lugar, empató 1-1 con Pohang Steelers de Corea del Sur, pero en tanda de penales el cuadro asiático ganó 4-3.

#### Jaguares de Chiapas
El 17 de mayo de 2010, Grupo Salinas e Interticket, adquirieron a Jaguares de Chiapas; Guillermo Cantú Sáenz, Eduardo "Yayo" de la Torre y José Guadalupe Cruz, fueron presentados como presidente, vicepresidente deportivo y director técnico, respectivamente. 
Dirigió en 133 ocasiones a los Naranjas (Liga MX, Copa MX y Copa Libertadores), del Apertura 2010 al Clausura 2013. Tres veces condujo al cuadro chiapaneco a la liguilla (Apertura 2010, Apertura 2011 y Clausura 2012), enfrentando en el mismo número de ocasiones y en la misma instancia —cuartos de final— a Club Santos Laguna.
En la Copa Libertadores 2011, llegó a cuartos de final (perdió 2-1 en el global ante Cerro Porteño), con marca de 5 triunfos, 3 empates y 4 derrotas. 
En Copa México Clausura 2013, llevó a Jaguares de Chiapas a 4tos. de final (perdió 1-0 ante Cruz Azul), con marca de 3 triunfos, 3 empates y 1 derrota.
Su paso por Chiapas llegó a su fin al concluir el Clausura 2013, cuando la franquicia fue trasladada a Querétaro.

#### Monterrey
El 26 de agosto de 2013, fue contratado por los Rayados del Monterrey  para sustituir a Víctor Manuel Vucetich. 
Dirigió a los Rayados en el Mundial de Clubes de la FIFA 2013, competencia que se celebró en Marruecos, del 11 al 21 de diciembre de 2013. En cuartos de final, Monterrey perdió 2-1 ante Raja Casablanca de Marruecos. En el partido por el quinto lugar, venció 5-1 a Al-Ahly de Egipto.
El 18 de febrero de 2014, después de 7 Jornadas del Clausura 2014, fue despedido. 

#### Morelia
El 3 de septiembre de 2014, "El Profe" fue presentado como nuevo entrenador de Morelia, en lugar del argentino Ángel David Comizzo. 
Con el cuadro purépecha, registró 2 triunfos, 2 empates y 6 derrotas, en las 10 Jornadas que dirigió en el Apertura 2014. Al no llegar a un arreglo con la directiva para el siguiente torneo, salió del equipo. 

#### Club Puebla
El 7 de diciembre de 2014, fue anunciado como el nuevo timonel del Club Puebla, para el Clausura 2015. 
Los Camoteros finalizaron el torneo en la posición número 14 de la tabla general al sumar 20 puntos y en la tabla de cocientes se ubicaron en el puesto 17, logrando la salvación en la última Jornada.   
En el torneo de Copa MX logró llevar al cuadro de La Franja a la gran final. El 20 de abril, Puebla venció 4-2 a las Chivas Rayadas del Guadalajara, para así conseguir el título. 
El 18 de mayo de 2015, el Puebla comunicó que José Guadalupe Cruz dejaba de ser el entrenador del equipo. 

#### Dorados de Sinaloa
Primera etapa
El 2 de febrero de 2016, Dorados de Sinaloa anunció la llegada de Cruz, en sustitución del colombiano Luis Fernando Suárez. 
Los Dorados finalizaron el Clausura 2016 en la posición número 16 –de 18– de la tabla general al sumar 14 puntos y en la tabla de cocientes se ubicaron en el puesto 18, superados ampliamente por Morelia, Puebla y Veracruz, concretando así el segundo descenso en la corta historia del conjunto Aurinegro.
Segunda etapa
El 17 de junio de 2019, en miras al Apertura 2019 en la Liga de Ascenso de México, fue nombrado director técnico de Dorados, tras la renuncia de Diego Armando Maradona. 
Al concluir el torneo y tras no clasificar a la liguilla, renunció. 

#### Atlas
El 13 de mayo de 2016, fue presentado como el nuevo director técnico de Atlas, de cara al Apertura 2016. 
En el primer torneo, los Rojinegros finalizaron en la posición número 15 de la tabla general.
Al finalizar el Clausura 2017, Atlas se ubicó en el puesto número 6 de la tabla general. En la liguilla se enfrentaron a Guadalajara en cuartos de final; en el juego de ida, celebrado en el Estadio Jalisco, Atlas venció 1-0 a las  Chivas Rayadas y en la vuelta, en el Estadio Chivas, Guadalajara ganó 1-0; el global fue 1-1, pero la mejor posición en la tabla le dio el pase a la siguiente ronda a las Chivas Rayadas.
En el siguiente semestre, Apertura 2017, Atlas quedó en la posición número 8 de la tabla general al sumar 25 unidades. En la liguilla se enfrentó a Monterrey en cuartos de final; en el juego de ida, celebrado en el Estadio Jalisco, Atlas perdió 1-2 y en la vuelta, en el Estadio BBVA, los Rayados ganaron 4-1. 
Fue despedido el 15 de enero de 2018, debido a malos resultados y a la nula comunión con la afición, que aunque vio a su equipo peleando por el título en el 2017, nunca tuvo un gusto por "El Profe" y su estilo de juego.

#### Murciélagos
El 16 de marzo de 2019, fue nombrado director deportivo de Murciélagos FC, escuadra que participa en la Serie A de México (tercer escalón del sistema profesional mexicano). 

#### Necaxa
El 7 de septiembre de 2020, fue presentado como nuevo timonel de Club Necaxa, en sustitución de Alfonso Sosa. Los Rayos finalizaron el Torneo Guard1anes 2020 en la posición 10 de la tabla general al sumar 24 puntos. Necaxa disputó el repechaje ante Guadalajara; las Chivas Rayadas ganaron 1-0.
El 16 de marzo de 2021, fue cesado al registrar 7 de 33 puntos posibles. 

## Clubes

### Futbolista
| Club      | País   | Año       |
| --------- | ------ | --------- |
| Atlante   | México | 1988-1990 |
| Querétaro | México | 1990-1991 |
| Atlante   | México | 1991-1997 |

### Entrenador
| Club                | País   | Año           | Partidos |
| ------------------- | ------ | ------------- | -------- |
| Atlante             | México | Verano 2002   | 1        |
| Atlante             | México | 2004-2005     | 46       |
| Club León           | México | Clausura 2006 | 21       |
| Real de Colima      | México | Apertura 2006 | 17       |
| Atlante             | México | 2007-2010     | 147      |
| Jaguares de Chiapas | México | 2010-2013     | 133      |
| Monterrey           | México | 2013-2014     | 19       |
| Morelia             | México | 2014          | 12       |
| Club Puebla         | México | 2015          | 26       |
| Dorados de Sinaloa  | México | Clausura 2016 | 17       |
| Atlas               | México | 2016-2018     | 66       |
| Dorados de Sinaloa  | México | Apertura 2019 | 21       |
| Club Necaxa         | México | 2020-2021     | 21       |
| Total               | Total  | Total         | 547      |

Incluye: Liga MX, Ascenso MX, Copa MX, CONCACAF, InterLiga, Copa Libertadores y Mundial de Clubes. 

## Palmarés

### Futbolista
Campeonato Nacional
| Título           | Club    | Sede   | Año     |
| ---------------- | ------- | ------ | ------- |
| Primera División | Atlante | México | 1992-93 |

### Entrenador
Campeonatos Nacionales
| Título           | Club        | Sede   | Año  |
| ---------------- | ----------- | ------ | ---- |
| Primera División | Atlante     | México | 2007 |
| Copa MX          | Club Puebla | México | 2015 |

Campeonato internacional
| Título                  | Club    | Sede   | Año       |
| ----------------------- | ------- | ------ | --------- |
| Liga Campeones CONCACAF | Atlante | México | 2008-2009 |

### Distinción individual
| Distinción                                                 |
| ---------------------------------------------------------- |
| Mejor Entrenador Balón de Oro (México) en el Apertura 2007 |